# Alectis
Cá ông lão (Danh pháp khoa học: Alectis) là một chi cá biển trong họ cá khế Carangidae thuộc bộ cá vược, bao gồm các loài cá biển lớn và có giá trị kinh tế. Chúng còn được biết đến với tên gọi tiếng Anh là threadfish, diamond trevallies và thỉnh thoảng là pompanos.

## Đặc điểm
Alectis là một trong 33 chi cá thuộc họ Carangidae và thuộc phân bộ Percoidei. Loài đầu tiên được mô tả là Alectis ciliaris với cái tên của Zeus 
Chúng là một chi cá gồm các loài cá cỡ lớn và có sức mạnh, có ngoại hình tương tự nhưng các loài cá khế lớn. Loài A. indica là loài lớn nhất trong chi với chiều dài được báo cáo lên đến 165 m và nặng 25 kg Chi cá này gồm các loài cá nhiệt đới và sống trong phạm vi 12 hải lý. Chúng là các loài cá có giá trị kinh tế

## Các loài
Hiện hành có 03 loài được ghi nhận trong chi này:
- Alectis alexandrina (É. Geoffroy Saint-Hilaire, 1817) (Cá chim Alexandria)
- Alectis ciliaris (Bloch, 1787) (Cá chim Phi châu)
- Alectis indica (Ruppell, 1830) (Cá ông lão Ấn Độ)